# Vô sinh
Vô sinh (infertility) là tình trạng sinh vật không thể sinh sản theo cách tự nhiên. Ở loài người, vô sinh được định nghĩa là tình trạng vợ chồng sau một năm chung sống, quan hệ tình dục trung bình 2-3 lần/tuần, không sử dụng bất kỳ biện pháp tránh thai nào mà người vợ vẫn không có thai. Có thể hiểu vô sinh là hiện tượng mất hay thiếu khả năng sinh sản, nó xảy ra trong khoảng 10-15% các cặp nam nữ muốn có con.
Một cặp vợ chồng gọi là vô sinh nguyên phát nếu trong quá khứ họ chưa có thai lần nào. Nhưng nếu trong quá khứ họ đã có ít nhất một lần mang thai, sẩy thai hoặc phá thai, rồi quá thời hạn một năm sau đó muốn có thai mà vẫn không có thai trở lại thì gọi là vô sinh thứ phát.
Vô sinh có thể là nguyên phát với người vợ hay với người chồng hay với cả chồng và vợ. Tương tự như vậy, vô sinh có thể là thứ phát đối với người chồng và người vợ hoặc với cả hai.
Vô sinh nguyên phát còn được gọi là Vô sinh I và vô sinh thứ phát còn được gọi là vô sinh II

## Dịch tễ học
Theo Hội Y học Sinh sản Hoa Kỳ, khoảng 6,1 triệu người Mỹ bị vô sinh, một phần ba là do yếu tố ở nữ, một phần ba là ở nam và còn lại là do cả hai nam và nữ hoặc do những yếu tố không rõ.
Tại Việt Nam, Tiến sĩ Nguyễn Viết Tiến, Thứ trưởng Bộ Y tế, Giám đốc Bệnh viện Phụ sản Trung ương cho biết, tỉ lệ vô sinh ở Việt Nam đáng báo động là 8% dân số.

## Nguyên nhân
Nguyên nhân của vô sinh vô cùng phức tạp. Việc chẩn đoán nguyên nhân đòi hỏi một quá trình thăm khá tỉ mỉ, kết hợp với những xét nghiệm thăm dò phong phú, chính xác. Với vô sinh nguyên phát cần chú ý đến noãn và tinh trùng. Vời vô sinh thứ phát, cần chú ý đến tắc nghẽn vòi trứng.
- Đời sống và thói quen:

1. Rượu có tác hại đến thai nhi, nhưng khi nữ uống rượu vừa phải sẽ không đến khả năng thụ thai. Nam uống rượu quá nhiều sẽ làm giảm khả năng sinh sản[2].
2. Nữ hút thuốc lá nhiều sẽ bị giảm khả năng thụ thai và sớm mãn kinh. Ở nam, thuốc lá cũng là một tác nhân ảnh hưởng đến khả năng sinh sản[3].
3. Cà phê chưa có đủ chứng cứ khoa học cho rằng có ảnh hưởng đến khả năng thụ thai.
4. Phụ nữ quá béo phì thường bị chứng không rụng trứng, và nếu có rụng trứng sẽ ít khả năng thụ thai. Chứng béo phì ờ nam không có ảnh hưởng đến khả năng sinh sản[4].

- Những yếu tố gây vô sinh ở phái nữ:[5]

1. Bất thường trong chu kỳ rụng trứng
2. Tổn thương ống dẫn trứng
3. Lạc nội mạc tử cung
4. Hội chứng buồng trứng đa nang
5. Phá thai hoặc bị chấn thương buồng trứng, tử cung

Ngoài ra những yếu tố sau đây có thể làm thai khó đậu hoặc dễ hư thai:
1. Người phụ nữ không còn trẻ (trên 37 tuổi, tuổi càng cao thì càng khó đậu thai và giữ thai)
2. U tử cung, u xơ tử cung các loại, đặc biệt là: u xơ cơ tử cung, u xơ dưới niêm mạc...
3. Bướu trong tử cung[6]
4. Hẹp cổ tử cung[7]

## Chẩn đoán
- Nam:[8]
  - Máu của người nam nên được xét nghiệm tổng quát, và đo lượng hormone testosterone, FSH
  - Thử nghiệm tinh trùng, tinh dịch: Tinh trùng yếu hay ít có thể do:

1. Thiếu hormone nam
2. Ảnh hưởng kim loại nặng
3. Ảnh hưởng sức nóng quá độ (tắm nước nóng, làm việc trong xưởng quá nóng)
4. Dùng rượu hay thuốc lá quá độ
5. Bị bệnh hồi còn bé như quai bị làm viêm tinh hoàn
6. Các bệnh tình dục làm hư nghẽn ống dẫn
7. Khuyết tật bẩm sinh
8. Ứ tĩnh mạch trong bọc tinh hoàn ("varicocoele")
9. Đã cắt ống dẫn tinh (để ngừa thai) và không sửa lại được

- Nữ:
  - Xét nghiệm máu - theo dõi chu kỳ hệ nội tiết sinh dục
  - Rà siêu âm và quang tuyến - xét nghiệm cơ thể và hệ thống sinh dục
  - Phẫu thuật - bác sĩ cho ống nhòm vào bụng (sau khi gây mê) để xét nghiệm tử cung, buồng trứng và ống dẫn trứng.

## Điều trị
Xem hỗ trợ sinh sản.
- Thụ tinh nhân tạo (bơm tinh trùng vào buồng tử cung)
- Thụ tinh trong ống nghiệm
- Tiêm tinh trùng vào trứng (bào tương noãn)

Tuổi người nữ càng cao (nhất là trên 37) thì càng khó tạo thai và càng khó giữ thai cho đến ngày sinh.